# (14324) 1979 MK6
(14324) 1979 MK6 là một tiểu hành tinh vành đai chính, được Eleanor F. Helin và Schelte J. Bus phát hiện vào ngày 25 tháng 6 năm 1979.